# Ватутинки (станция метро)
«Вату́тинки» — проектируемая станция Московского метрополитена на Троицкой линии. Расположится в районе Троицк Троицкого административного округа вдоль Калужского шоссе. Открытие станции запланировано в составе участка «Новомосковская» — «Троицк» к 2030 году.

## История
В апреле 2015 года на опубликованной НИиПИ Генплана Москвы схеме развития метро на дальнюю перспективу станция «Ватутинки» была обозначена со сроком строительства после 2035 года. 20 августа 2019 года был утверждён проект планировки участка «Новомосковская» — «Троицк», включающего станцию «Ватутинки».
10 августа 2022 года мэр Москвы Сергей Собянин утвердил название станции «Ватутинки».
В 2023 году были утверждены измененные проекты планировки участка Троицкой линии от станции «Коммунарка» (ныне — «Новомосковская») до станции «Троицк». По состоянию на июль 2025 года ведется проектирование всех шести станций участка.